# Mikuláš Peksa

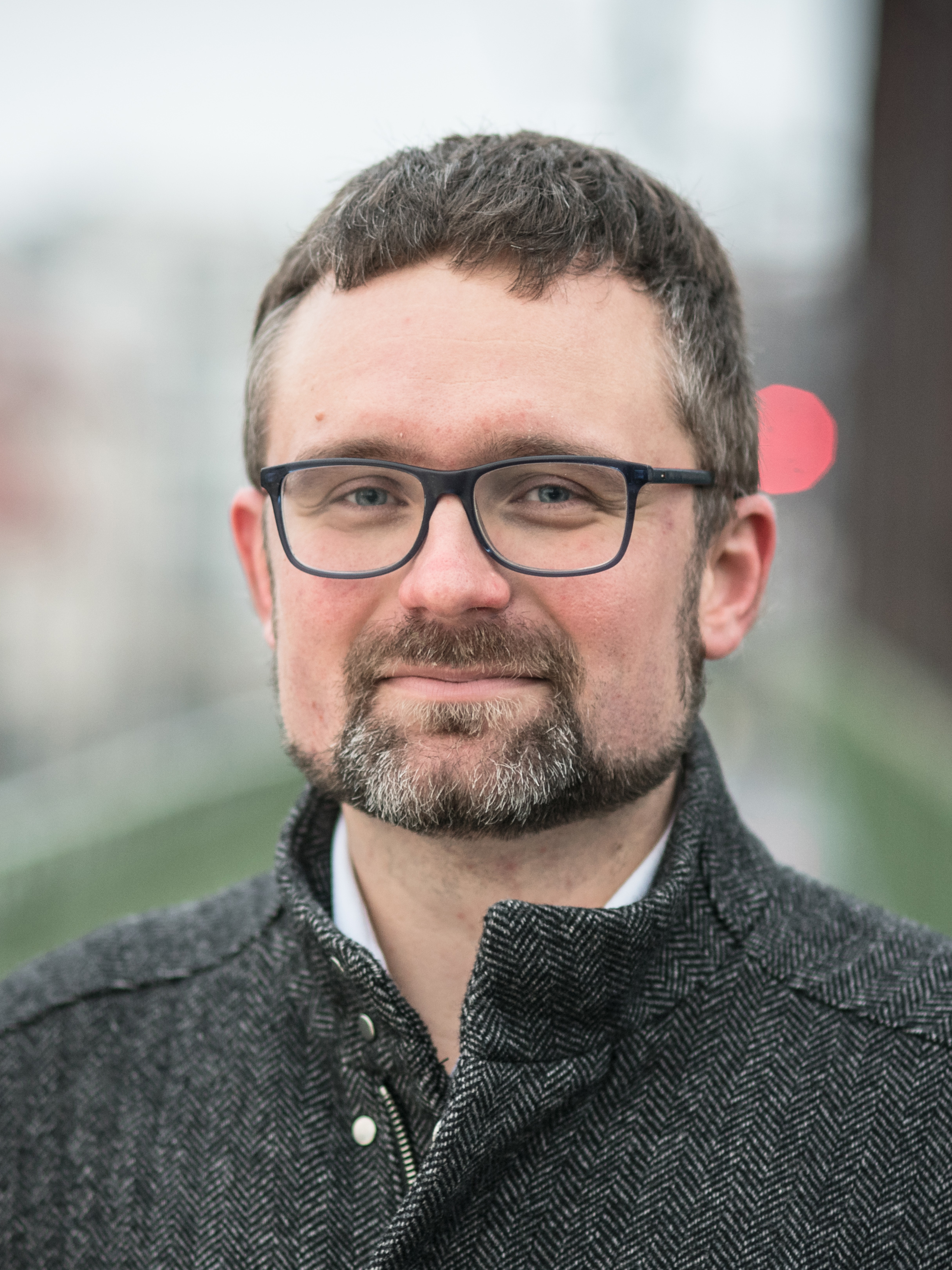
Mikuláš Peksa (2021)

Mikuláš Peksa (* 18. Juni 1986 in Prag) ist ein tschechischer Biophysiker und Politiker von Volt. Zuvor war er Mitglied der tschechischen Piraten. Von 2017 bis 2019 war Peksa Abgeordneter des tschechischen Unterhauses, anschließend war er von 2019 bis 2024 Mitglied des neunten Europäischen Parlaments als Teil der Fraktion Die Grünen/EFA.

## Leben

### Jugend und Ausbildung
Mikuláš Peksa wurde am 18. Juni 1986 in Prag geboren und wuchs dort auch auf. Nach seiner Schulausbildung am Christian-Doppler-Gymnasium studierte er Biophysik an der Karls-Universität Prag. Im Laufe seines Studiums spezialisierte er sich auf nuklearmagnetische Resonanz. Anschließend absolvierte Peksa ein Postgraduierungsprogramm im Rahmen einer Kooperation zwischen der Karls-Universität und der Universität Leipzig.
Nach seinem Studium arbeitete Peksa als Forscher, Linux-Server-Administrator und Programmierer. Er lebt in Litoměřice.

### Politisches Engagement

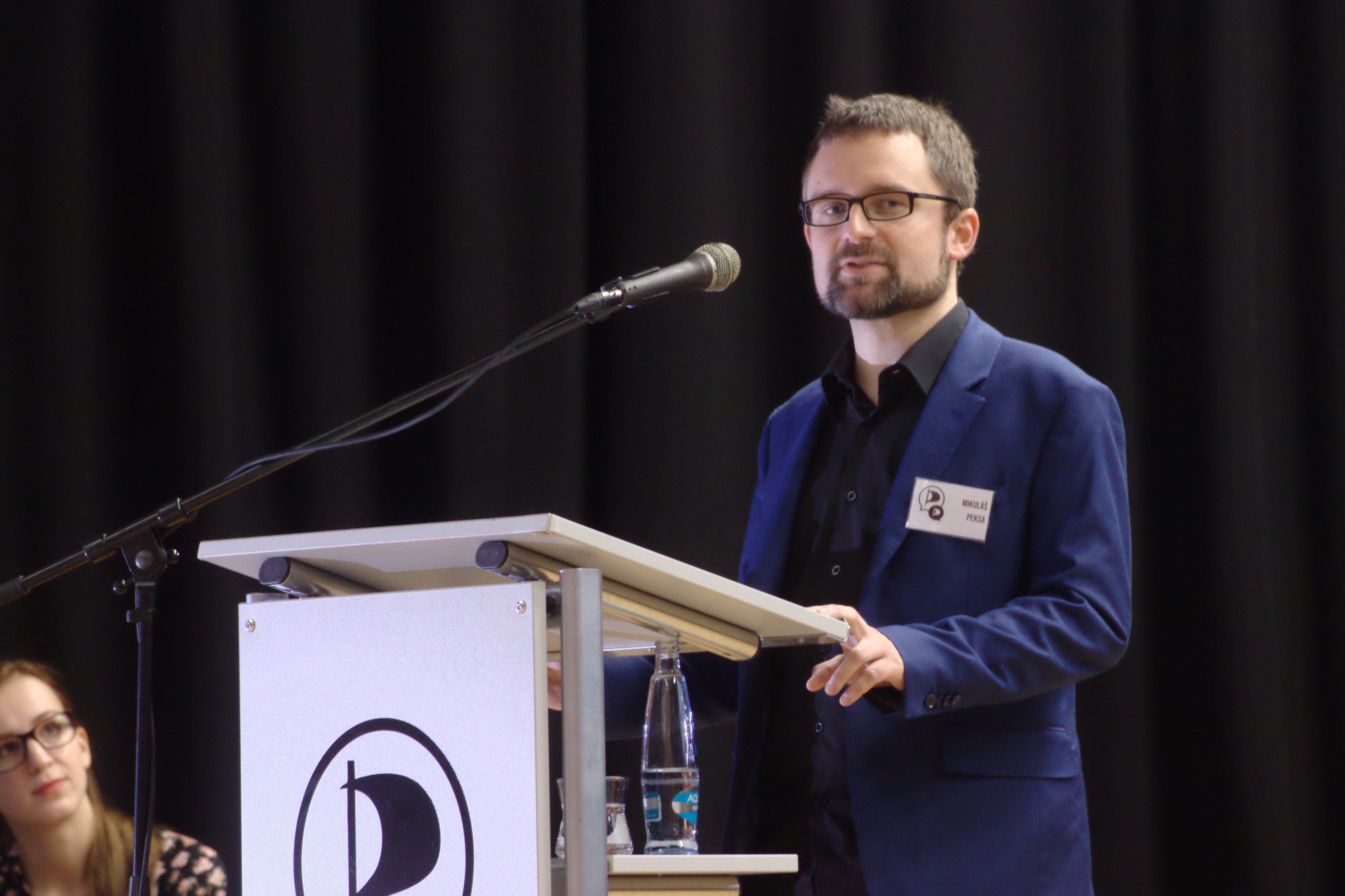
Mikuláš Peksa auf dem nationalen Parteitag der tschechischen Piraten in Tabór (Januar 2019)

Mikuláš Peksa trat 2013 der Partei der tschechischen Piraten (Česká pirátská strana) bei. Im April 2017 wählten ihn die tschechischen Piraten zum Beisitzer im Vorstand der Partei, im Januar 2018 wurde er wiedergewählt. Zusätzlich zu seiner Mitgliedschaft in der tschechischen Piratenpartei ist Peksa auch Mitglied in der Piratenpartei Deutschland.
2017 nominierten die Piraten Peksa zum Spitzenkandidaten der Partei in der Region Ústí für die Wahlen zum tschechischen Unterhaus, bei denen er ein Mandat gewann und ins Unterhaus einzog.
Für die Europawahl 2019 kandidierte Peksa für den ersten Listenplatz, setzte sich im innerparteilichen Vorwahlverfahren jedoch nicht gegen Marcel Kolaja durch. Er wurde anschließend für den dritten Listenplatz nominiert. Bei der Wahl konnte die Piratenpartei im Vergleich zur Europawahl 2014 deutlich an Stimmen gewinnen: Mit 13,95 Prozent der Stimmen gewann die Partei drei der 21 tschechischen Mandate. Zusammen mit Markéta Gregorová und Marcel Kolaja trat Paksa nach längeren Verhandlungen der Fraktion Die Grünen/EFA bei. Zur Diskussion stand im Vorhinein auch ein Beitritt zur ALDE-Fraktion (heute Renew Europe), wobei die Piraten es ablehnten mit der tschechischen Regierungspartei ANO in einer Fraktion zu sein. Für seine Fraktion war Peksa Mitglied im Ausschuss für Industrie, Forschung und Energie, sowie stellvertretendes Mitglied im Haushaltskontrollausschuss und im Ausschuss für Wirtschaft und Währung.
Mit dem Einzug ins Europaparlament legte er sein Mandat im tschechischen Unterhaus nieder. František Navrkal rückte für ihn nach.
Am 17. März 2025 trat Peska der paneuropäischen Partei Volt bei.